# سامانیگو

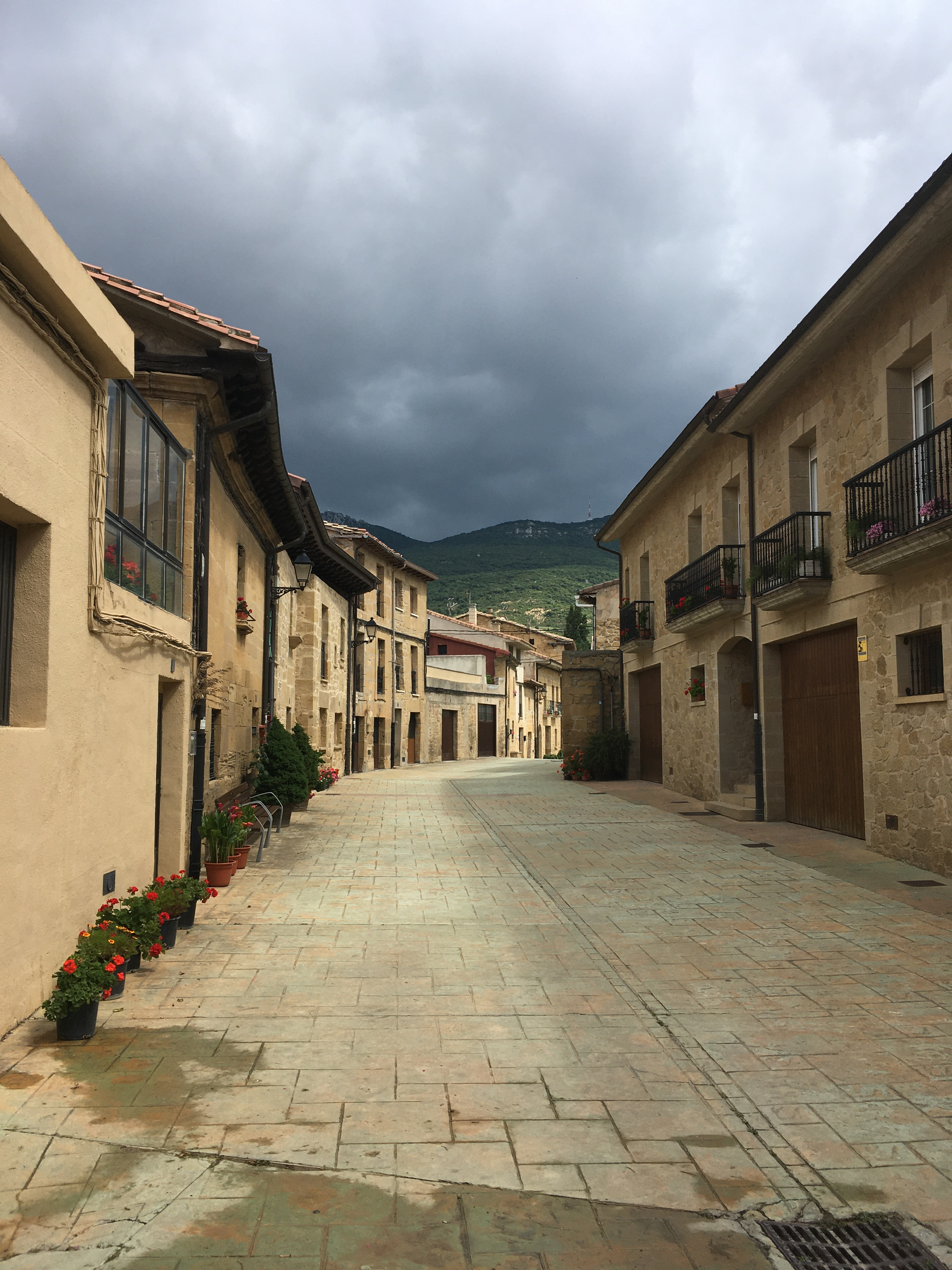
نمایی از یک خیابان در دهستان سامانیگو، استان آلابای اسپانیا - ژوئن ۲۰۲۰

سامانیگو دهستانی در استان آلابای اسپانیا است.
در این دهستان ۳۰۸ نفر زندگی می‌کنند. مساحت این دهستان ۱۰ کیلومتر مربع است.